# Biophytum aeschynomenifolia
Biophytum aeschynomenifolia là một loài thực vật có hoa trong họ Chua me đất. Loài này được (O.Hoffm.) Guillaumin mô tả khoa học đầu tiên năm 1909.